# يونيفاك
UNIVAC (الكمبيوتر الآلي العالمي) كان خطًا من أجهزة الكمبيوتر الرقمية المخزنة التي بدأت بمنتجات شركة Eckert–Mauchly Computer Corporation. وفي وقت لاحق طُبق الاسم على قسم من شركة ريمينجتون راند والمنظمات الخلف لها.
كان جهاز BINAC، بني أول جهاز كمبيوتر تجاري عام للاستخدام بواسطة شركة Eckert–Mauchly Computer Corporation، وهو جهاز UNIVAC. وعلى الرغم من كونه رائدًا في مجاله، إلا أنه لم يحقق نجاحًا واسعًا في السوق. وقد استمر إنتاج أجهزة الكمبيوتر تحت علامة UNIVAC حتى عام 1986، حين صُنع نموذج آخر يحمل هذا الاسم.

## التاريخ والبنية

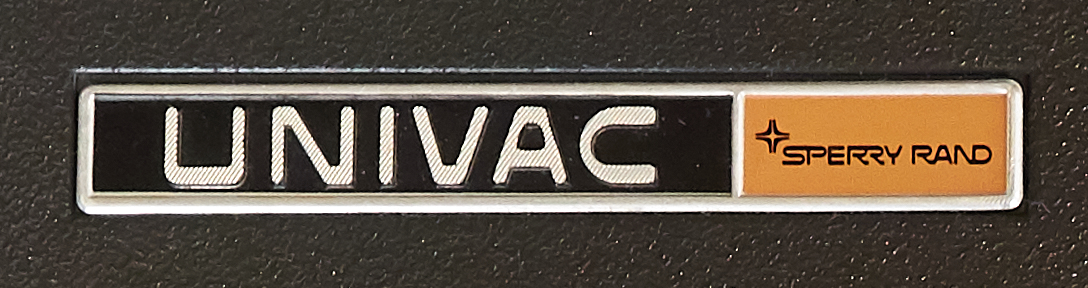
علامة UNIVAC Sperry Rand

قام ج. بريسبر إيكرت وجون ماوتشلي ببناء جهاز ENIAC (المتكامل الرقمي الإلكتروني والكمبيوتر) في كلية مور للهندسة الكهربائية بجامعة بنسلفانيا بين عامي 1943 و1946. أدى نزاع حول حقوق براءات الاختراع مع الجامعة في عام 1946 إلى دفع إيكرت وماوتشلي إلى مغادرة مدرسة مور لتشكيل شركة التحكم الإلكتروني، والتي تمت إعادة تسميتها فيما بعد إلى شركة إيكرت-ماوتشلي للكمبيوتر (EMCC)، ومقرها في فيلادلفيا، بنسلفانيا. قامت هذه الشركة في البداية ببناء جهاز كمبيوتر يُدعى BINAC (الكمبيوتر الأوتوماتيكي الثنائي) لشركة نورثروب للطيران (والذي لم يُستخدم إلا قليلاً، أو ربما لم يُستخدم على الإطلاق). وبعد ذلك، بدأ تطوير UNIVAC في أبريل 1946. كان من المقرر في البداية أن يُصنع UNIVAC لصالح مكتب الإحصاء، الذي دفع تكاليف معظم التطوير، ثم وضع في الإنتاج.
مع وفاة رئيس مجلس إدارة شركة EMCC والمدير المالي لها هنري إل. ستراوس في حادث تحطم طائرة في 25 أكتوبر 1949، بيعت شركة EMCC إلى شركة ريمينجتون راند لصناعة الآلات الكاتبة والآلات المكتبية وماكينات الحلاقة الكهربائية والأسلحة النارية في 15 فبراير 1950. أصبح إيكرت وماوتشلي الآن مسؤولين أمام ليزلي جروفز، الجنرال المتقاعد الذي سبق أن أدار بناء البنتاغون وقاد مشروع مانهاتن.
كان المنتج الأكثر شهرة لشركة UNIVAC هو الكمبيوتر المركزي UNIVAC I لعام 1951، والذي أصبح معروفًا بتوقعه لنتيجة الانتخابات الرئاسية الأمريكية في العام التالي: هذه الحادثة جديرة بالملاحظة لأن الكمبيوتر تنبأ بشكل صحيح بفوز أيزنهاور على أدلاي ستيفنسون، بينما أظهر استطلاع غالوب النهائي فوز أيزنهاور بالتصويت الشعبي بنسبة 51-49 في منافسة متقاربة.
أدى هذا التوقع إلى اعتقاد سيغفريد ميكلسون، رئيس قسم الأخبار في شبكة سي بي إس في نيويورك، بأن الكمبيوتر كان على خطأ، ورفض السماح بقراءة التوقع. وبدلاً من ذلك، أظهر الطاقم بعض التمثيليات المصطنعة التي تشير إلى أن الكمبيوتر لم يكن يستجيب، وأعلنوا أنهم كانوا يتوقعون احتمالات فوز أيزنهاور بنسبة 8 إلى 7 (كان التوقع الفعلي 100 إلى 1 لصالحه).
عندما ثبتت صحة التوقعات — هزم أيزنهاور ستيفنسون بأغلبية ساحقة، مع اقتراب UNIVAC من 3.5٪ من إجمالي الأصوات الشعبية وأربعة أصوات من إجمالي المجمع الانتخابي — أعلن تشارلز كولينجوود، المذيع على الهواء، أنهم فشلوا في تصديق التنبؤ السابق.
طلب جيش الولايات المتحدة جهاز كمبيوتر UNIVAC من الكونجرس في عام 1951. أوضح العقيد ويد هيفي للجنة الفرعية بمجلس الشيوخ أن تخطيط التعبئة الوطنية شمل صناعات ووكالات متعددة: "إنها عملية حسابية هائلة... فهناك معادلات لا يمكن حلها يدويًا أو بواسطة آلات حاسوبية تعمل بالكهرباء لأنها تتضمن ملايين العلاقات التي سيستغرق حلها عمرًا كاملًا". أخبر هيفي اللجنة الفرعية أن ذلك ضروري للمساعدة في التعبئة وقضايا أخرى مماثلة لغزو نورماندي، والتي كانت تستند إلى علاقات مجموعات مختلفة.
صُنع UNIVAC في مصنع Eckert-Mauchly Division السابق لشركة Remington Rand في شارع W Allegheny في فيلادلفيا، بنسلفانيا. كان لدى شركة ريمينجتون راند أيضًا مختبرًا لأبحاث الهندسة في نورووك بولاية كونيتيكت، ثم اشترت لاحقًا شركة Engineering Research Associates (ERA) في سانت بول بولاية مينيسوتا. في عام 1953 أو 1954 قامت شركة ريمينجتون راند بدمج قسم آلات الجدولة في نورووك، وقسم الكمبيوتر "العلمي" في شركة ERA، وقسم الكمبيوتر "الأعمال" في شركة UNIVAC في قسم واحد تحت اسم UNIVAC. لقد أثار هذا الأمر انزعاجًا شديدًا لدى أولئك الذين عملوا مع ERA ومع مختبر نورووك.
في عام 1955 اندمجت شركة Remington Rand مع شركة Sperry Corporation لتصبح شركة Sperry Rand. أُختير الجنرال دوغلاس ماك آرثر، رئيس مجلس إدارة شركة ريمينجتون راند آنذاك، لمواصلة هذا الدور في الشركة الجديدة. استمر هاري فرانكلين فيكرز، رئيس شركة سبيري آنذاك، في منصبه كرئيس ومدير تنفيذي لشركة سبيري راند. أُعيد تسمية قسم UNIVAC التابع لشركة Remington Rand إلى قسم Remington Rand Univac التابع لشركة Sperry Rand. عُين ويليام نوريس نائبًا للرئيس والمدير العام ويقدم تقاريره إلى رئيس قسم ريمينجتون راند (من شركة سبيري راند).
وفيما يلي قائمة بالمديرين العامين/رؤساء القسم. كانت هناك درجة ما من الاضطرابات التنظيمية الداخلية منذ فترة إنشاء شركة سبيري راند في عام 1955 وحتى أوائل الستينيات. بلغ هذا ذروته باستقالة ويليام نوريس في عام 1957 واستمر حتى أوائل الستينيات مع اللامركزية لمجموعة ريمينجتون السابقة وترقية يونيفاك إلى قسم كامل من سبيري راند.
| # | اسم                  | سنوات في المنصب | عنوان                                     |
| - | -------------------- | --------------- | ----------------------------------------- |
| 1 | وليام نوريس          | 1955-1957       | نائب الرئيس والمدير العام لقسم UNIVAC     |
| 2 | ثورنتون سي. فراي     | 1957-1959       | نائب الرئيس والمدير العام لقسم UNIVAC     |
| 3 | جاي دبليو شناكيل     | 1959-1962       | نائب الرئيس والمدير العام لقسم UNIVAC     |
| 4 | الدكتور لويس ت. رادر | 1962-1964       | رئيس قسم UNIVAC                           |
| 5 | ج. فرانك فورستر      | 1964-1966       | رئيس قسم UNIVAC                           |
| 6 | روبرت إي. ماكدونالد  | 1966-1971       | رئيس قسم UNIVAC                           |
| 7 | جيرالد ج. بروبست     | 1971–1978       | رئيس قسم UNIVAC                           |
| 8 | ريتشارد ل. جيرينج    | 1978-1981       | رئيس قسم UNIVAC                           |
| 9 | جوزيف ج. كروجر       | 1981-1985       | رئيس قسم أنظمة الكمبيوتر UNIVAC / Sperry. |

في ستينيات القرن العشرين، كانت شركة UNIVAC واحدة من أكبر ثماني شركات كمبيوتر أمريكية في صناعة كانت تُعرف آنذاك باسم "IBM والأقزام السبعة".- مسرحية على سنو وايت والأقزام السبعة، مع IBM، وهي الشركة الأكبر بكثير، حيث لدور سنو وايت والسبعة الآخرين كأقزام: بوروز، يونيفاك، NCR، CDC، GE، RCA وHoneywell. في سبعينيات القرن العشرين، وبعد أن باعت شركة جنرال إلكتريك أعمالها في مجال الكمبيوتر إلى شركة هانيويل، وباعت شركة آر سي إيه أعمالها إلى شركة يونيفاك، أصبح القياس على الأقزام السبعة أقل ملاءمة، وأصبحت الشركات الصغيرة المتبقية تُعرف باسم " بانش " ( بوروز، ويونييفاك، وإن سي آر، وكونترول داتا، وهونيويل).
في عام 1977، قامت شركة Sperry Rand بشراء شركة Varian Data Machines بهدف الدخول إلى سوق أجهزة الكمبيوتر الصغيرة. ستُعاد تسمية شركة Varian إلى Sperry UNIVAC Minicomputer Operation، والتي تعمل كجزء من قسم Sperry UNIVAC. ستستمر شركة Sperry UNIVAC في تسويق جهاز V77 ولكنها لم تحقق أي تأثير يذكر في سوق أجهزة الكمبيوتر الصغيرة.
لدعم "الهوية المؤسسية"، غُير الاسم إلى Sperry Univac، إلى جانب Sperry Remington و Sperry New Holland، إلخ. في عام 1978، قررت شركة Sperry Rand، وهي تكتل من أقسام مختلفة (أجهزة الكمبيوتر، والآلات الكاتبة، وأثاث المكاتب، ومكابس القش، وموزعات السماد، والجيروسكوبات، والإلكترونيات الجوية، والرادار، وماكينات الحلاقة الكهربائية)، التركيز فقط على اهتماماتها الحاسوبية وبيعت جميع الأقسام غير ذات الصلة. أسقطت الشركة كلمة Rand من اسمها وعادت إلى Sperry Corporation. في عامي 1981/1982، أُسقطت العلامة التجارية المميزة Sperry UNIVAC وأُعيد تسمية القسم إلى قسم أنظمة الكمبيوتر Sperry. في عام 1986، اندمجت شركة Sperry Corporation مع شركة Burroughs Corporation لتصبح شركة Unisys.
بعد اندماج شركتي بوروز وسبيري عام 1986، تطورت شركة يونيسيس من شركة مصنعة لأجهزة الكمبيوتر إلى شركة خدمات كمبيوتر وخدمات خارجية، وكانت تتنافس في ذلك الوقت في نفس السوق مع شركة آي بي إم، وشركة أنظمة البيانات الإلكترونية (EDS)، وشركة علوم الكمبيوتر.
اعتبارًا من عام 2021، تواصل Unisys تصميم وتصنيع أجهزة كمبيوتر من فئة المؤسسات باستخدام خطوط خادم ClearPath.

## نماذج

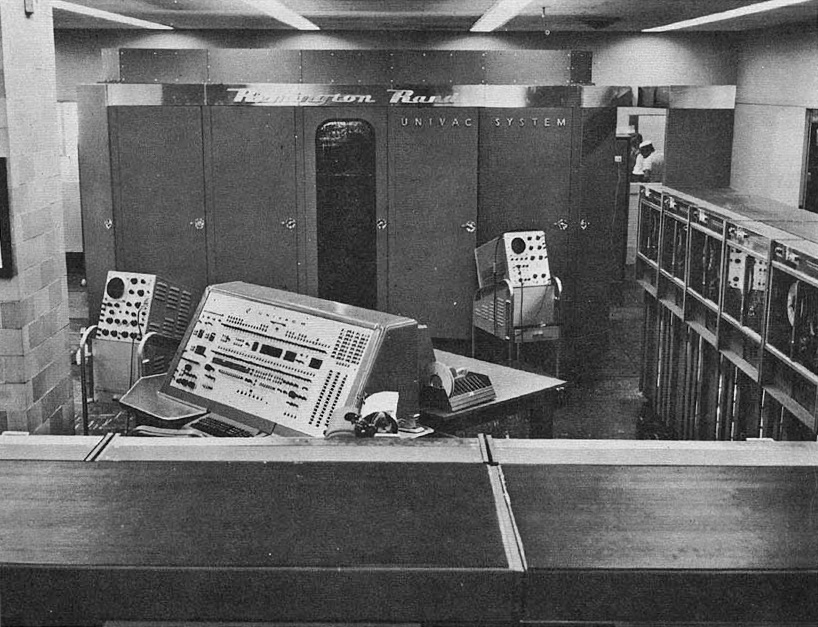
يونيفاك 2

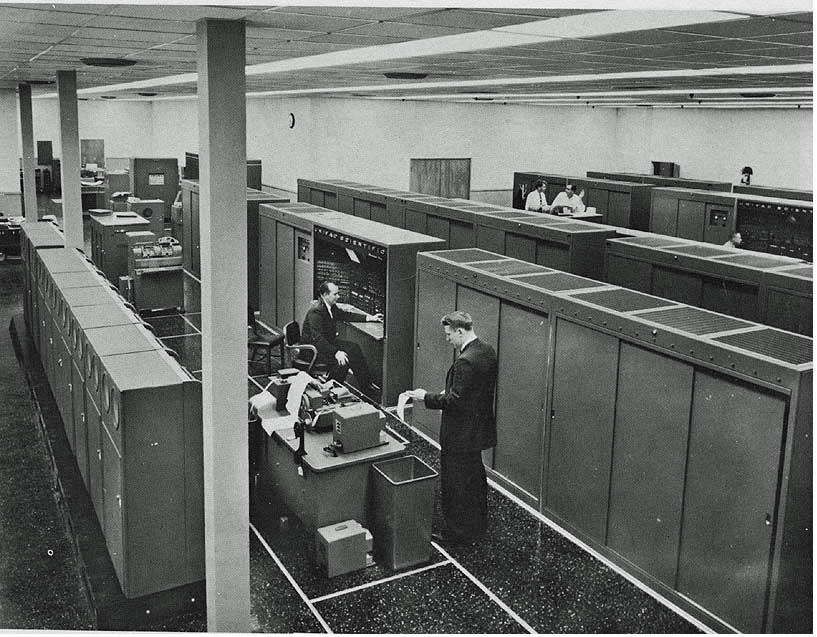
يونيفاك 1103

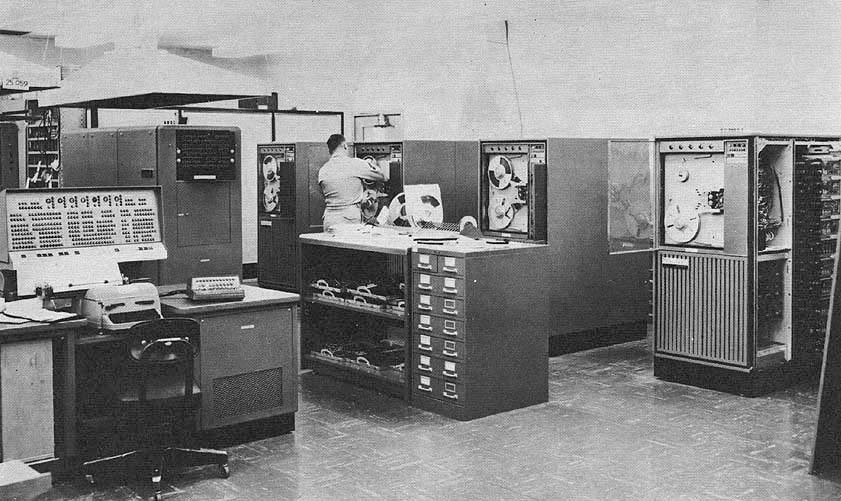
كمبيوتر ملفات UNIVAC

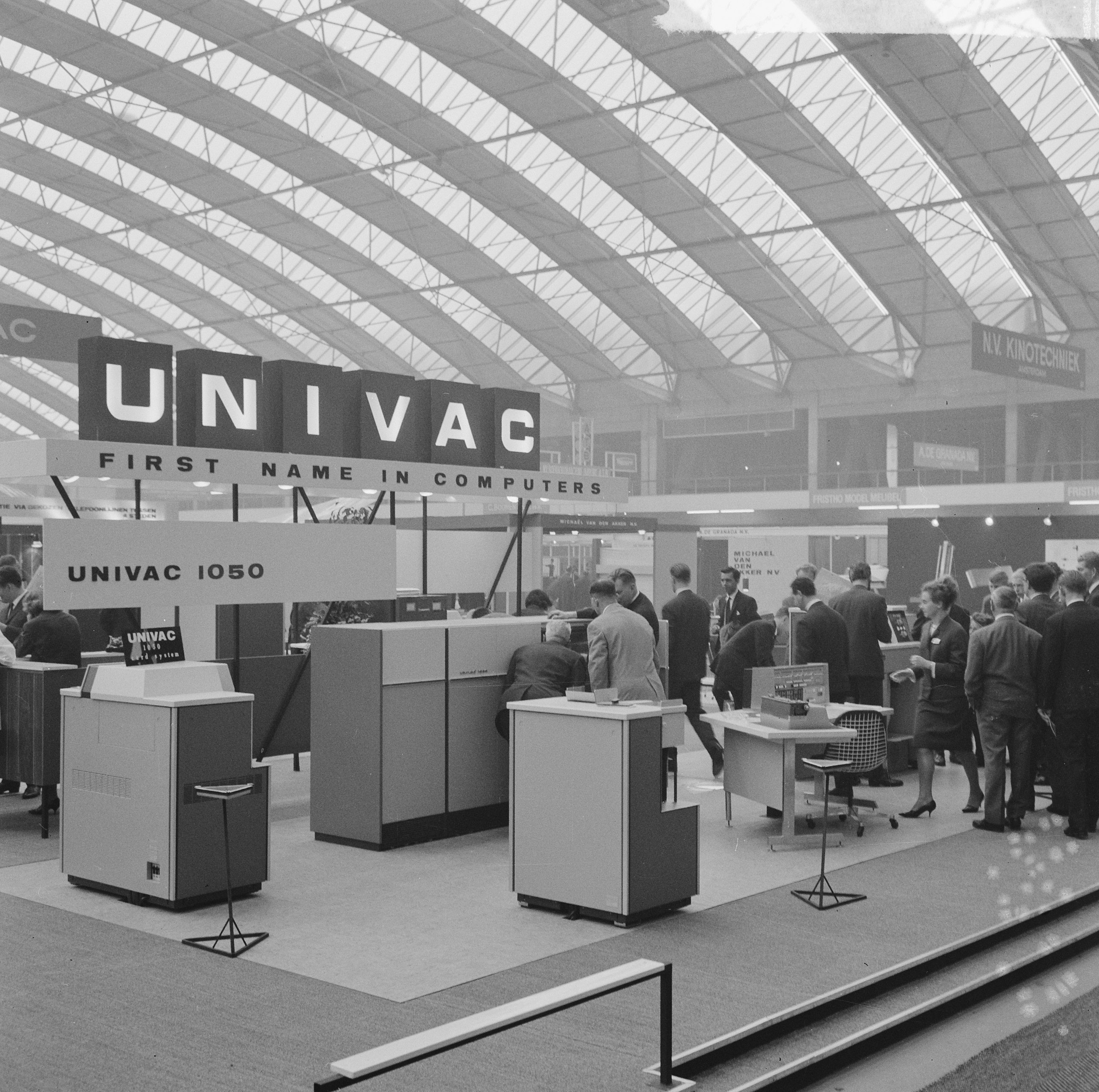
يونيفاك 1050

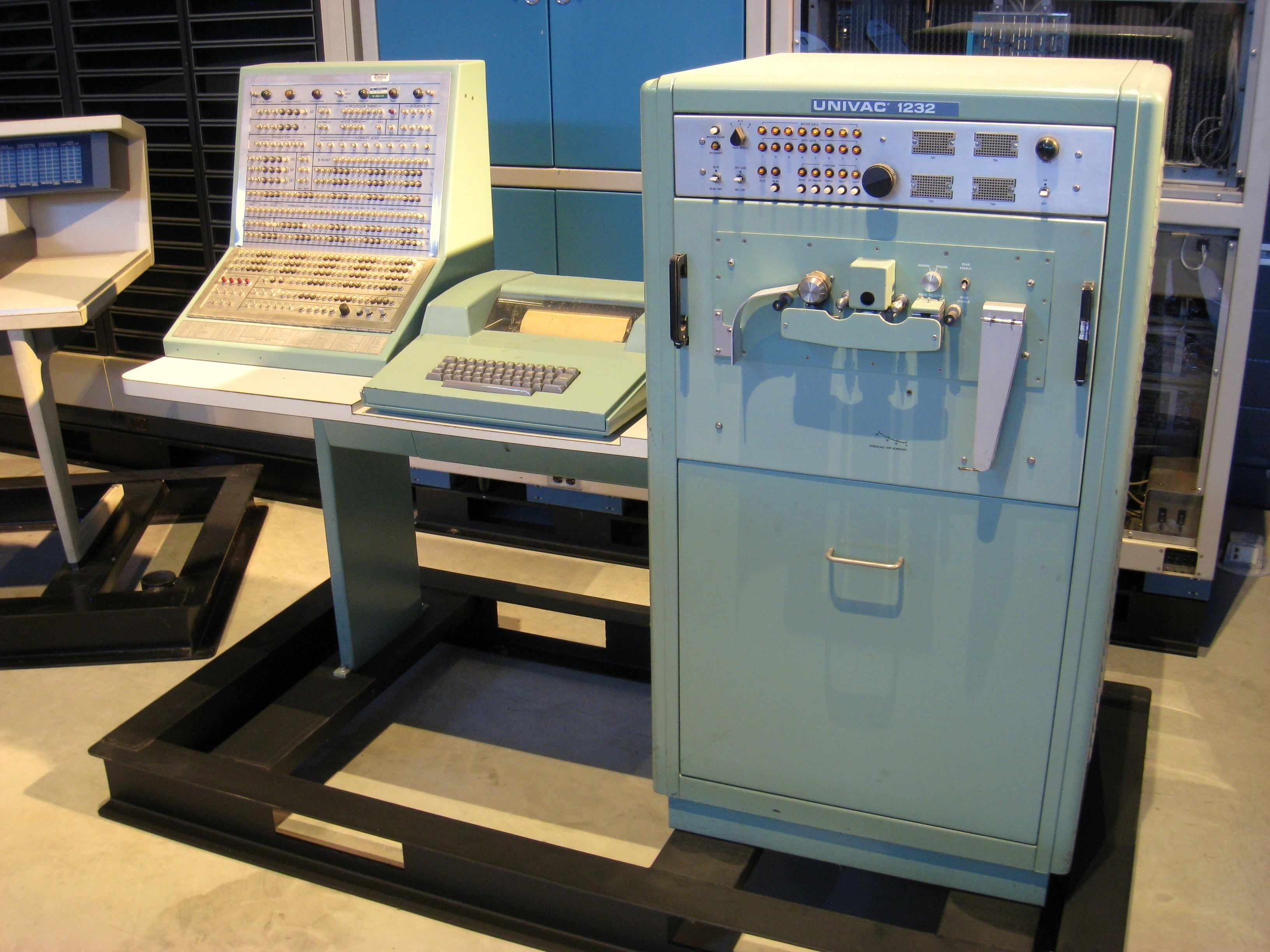
يونيفاك 1232

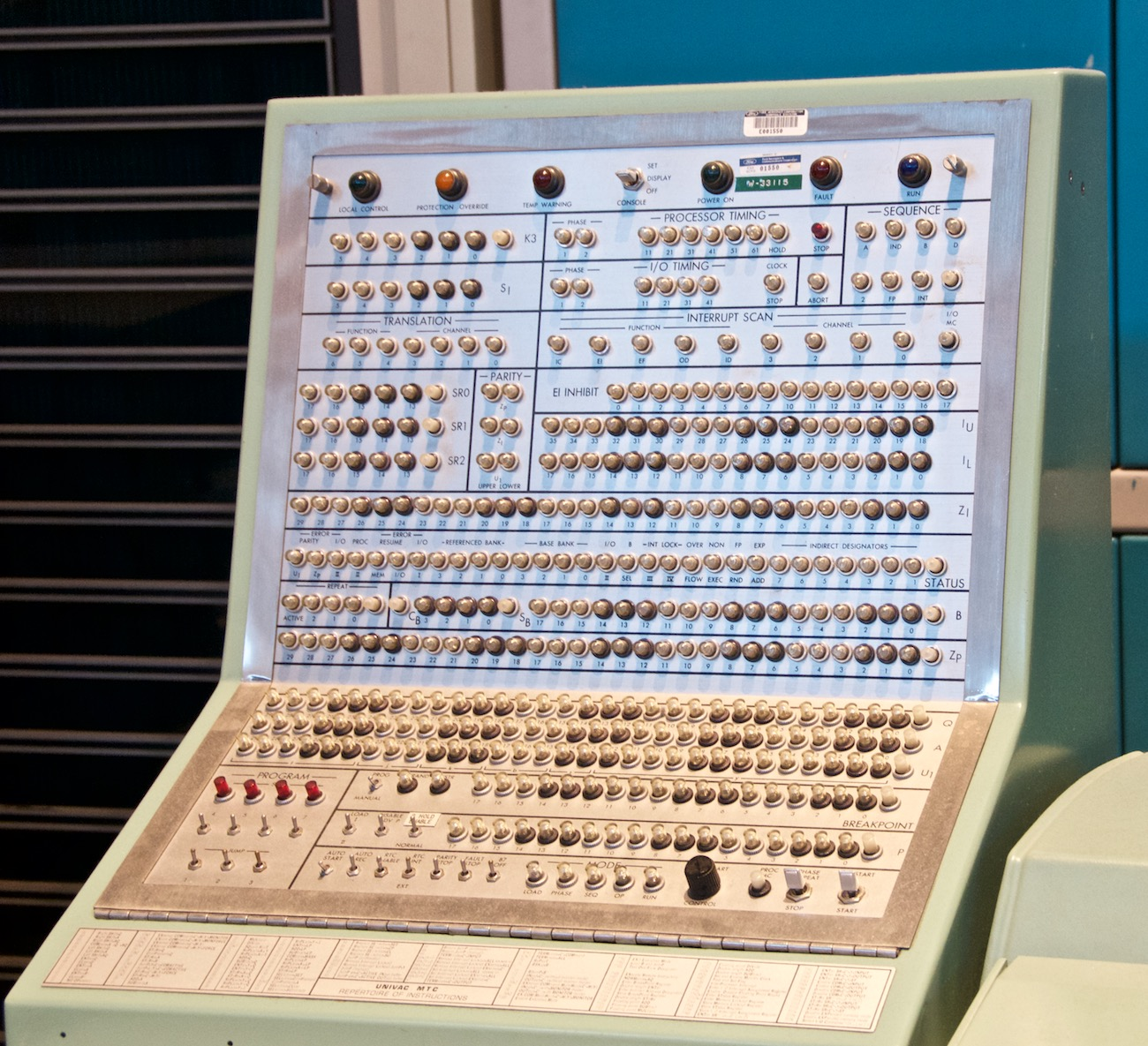
لوحة التحكم لـ UNIVAC 1232

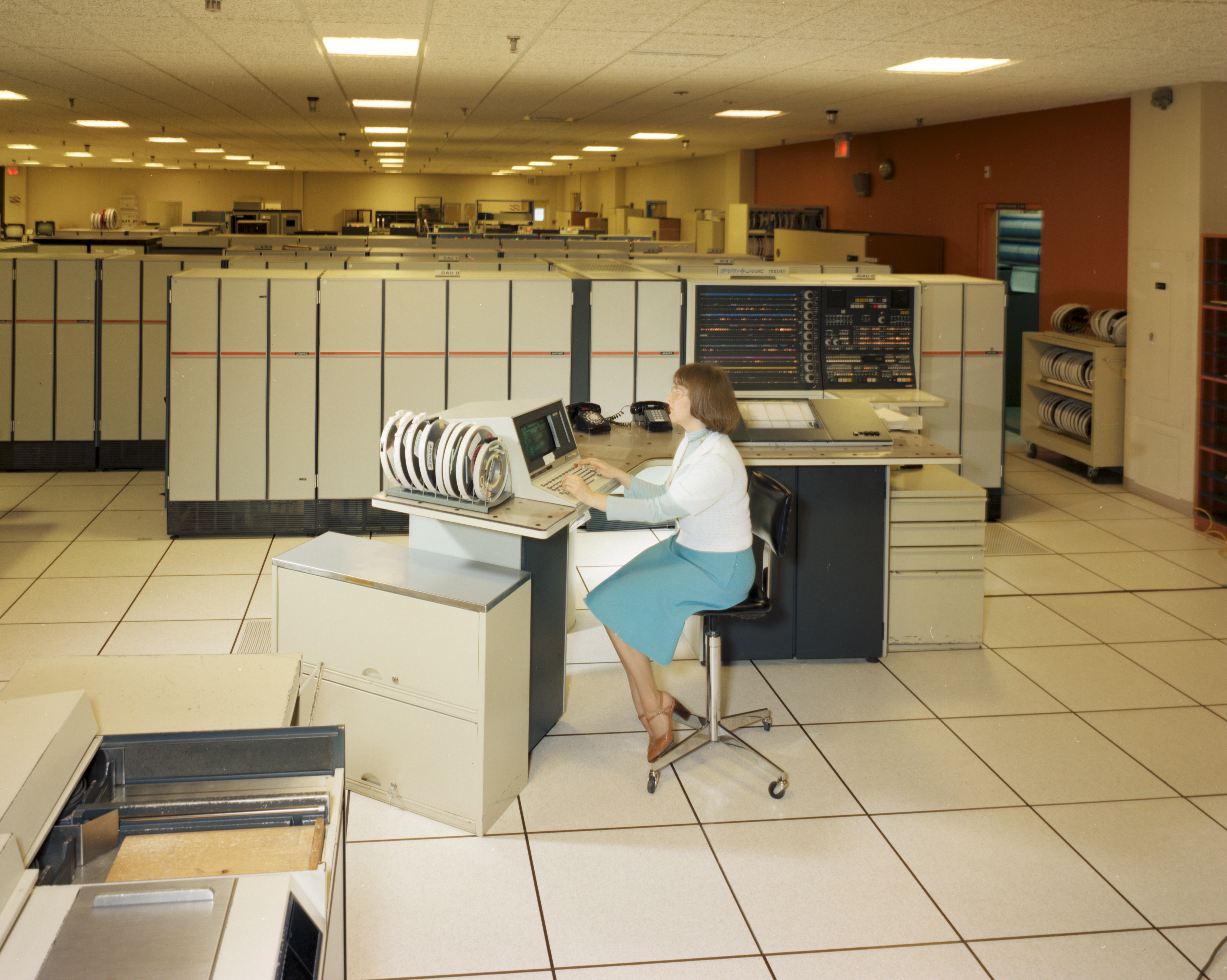
يونيفاك 1100/40

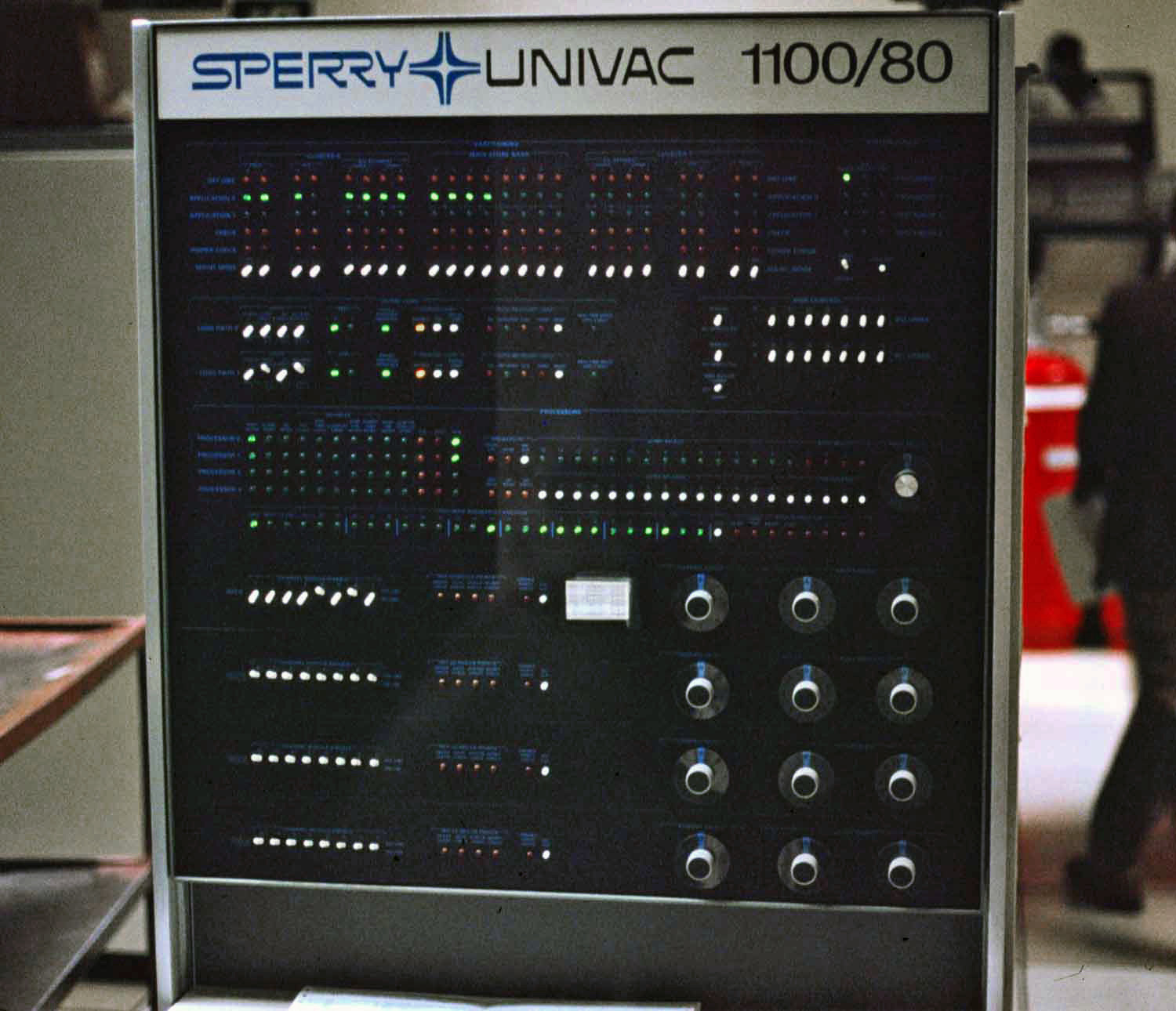
يونيفاك 1100/80

يونيفاك 1108

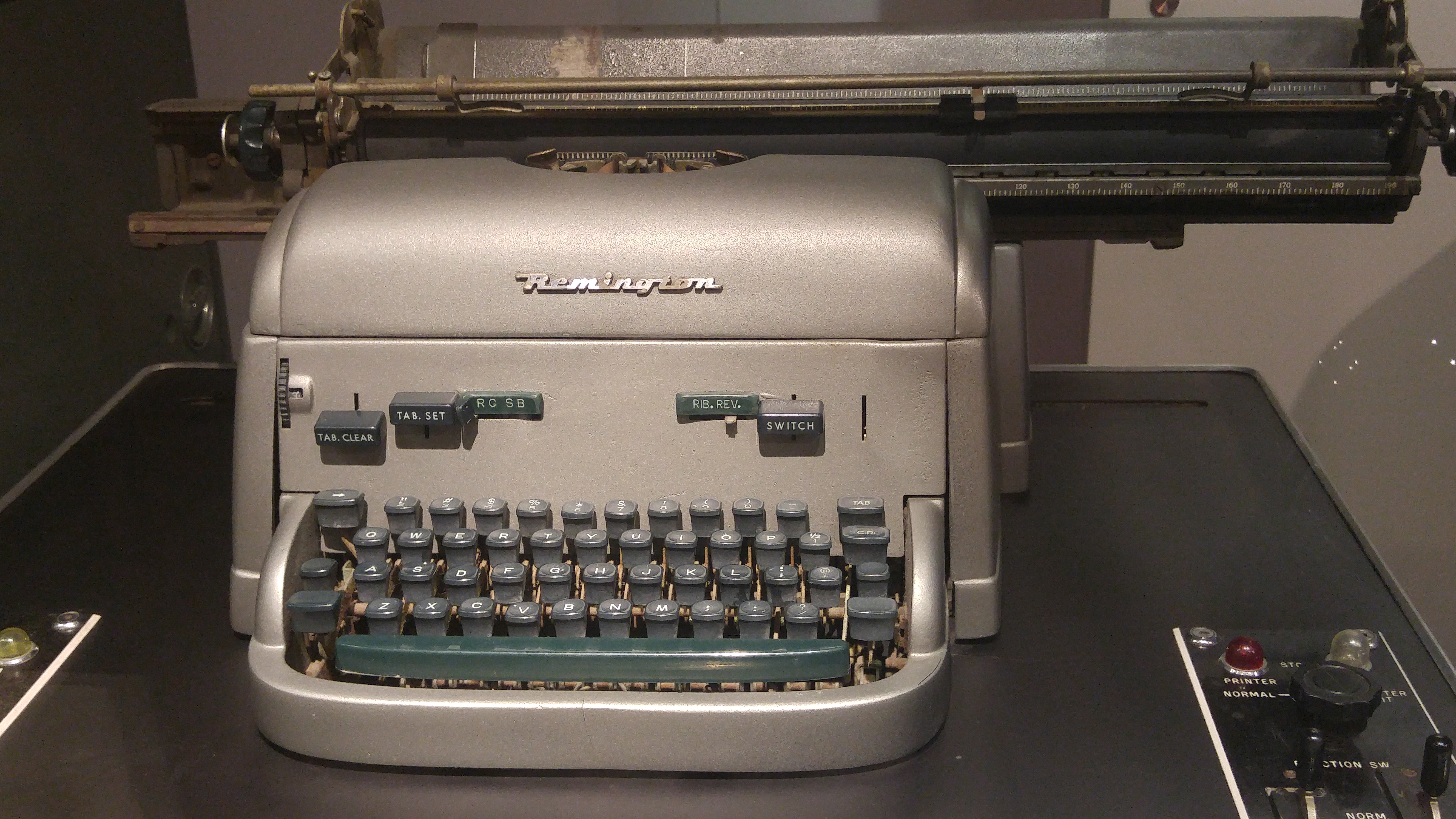
طابعة وحدة التحكم UNIVAC

على مدار تاريخها، أنتجت شركة UNIVAC عددًا من مجموعات النماذج المنفصلة. كان أحد خطوط UNIVAC المبكرة لأجهزة الكمبيوتر ذات الصمام المفرغ يعتمد على ERA 1101 وتلك النماذج التي بُنيت في ERA أُعيد تسميتها باسم UNIVAC 110x؛ وعلى الرغم من أرقام الطراز 1100، إلا أنها لم تكن مرتبطة بسلسلة 1100/2200 الأخيرة. يُنسب إلى 1103A في الأدبيات أنه أول جهاز كمبيوتر يحتوي على مقاطعات.
كانت مجموعة الطرازات الأصلية هي UNIVAC I (جهاز الكمبيوتر الأوتوماتيكي العالمي)، ثاني جهاز كمبيوتر تجاري صُنع في الولايات المتحدة.  تتكون الذاكرة الرئيسية من خزانات من الزئبق السائل تنفذ ذاكرة خط التأخير، مرتبة في 1000 كلمات مكونة من 12 حرفًا أبجديًا رقميًا. سُلمت أول آلة في 31 مارس 1951.
كانت آلة حاسبة Remington Rand 409 عبارة عن آلة حاسبة مبرمجة ببطاقة مثقبة، صُممت في عام 1949، وبيعت في طرازين: UNIVAC 60 (1952) وUNIVAC 120 (1953).
شُحن جهاز الكمبيوتر UNIVAC لأول مرة في عام 1956. وقد جُهز بما بين واحد إلى عشرة براميل كبيرة، كل منها تحتوي على 180 ألف حرف أبجدي رقمي. كان أحد التطبيقات المبكرة هو نظام حجز الخطوط الجوية، والذي استخدمته الخطوط الجوية الشرقية. وقد تنافست بشكل أساسي مع IBM 650 و IBM 305 RAMAC وصُنعت مجموعه 130 جهازًا.
كان UNIVAC II بمثابة تحسين لـ UNIVAC I الذي سلمته UNIVAC لأول مرة في عام 1958. وتضمنت التحسينات ذاكرة أساسية مغناطيسية (غير زئبقية) بسعة تتراوح بين 2000 إلى 10000 كلمات، يونيسيرفو محركات الأشرطة II، والتي يمكنها استخدام UNIVAC القديم أشرطة معدنية أو أشرطة فيلم PET الجديدة، وبعض الدوائر التي حُولت إلى ترانزستور (على الرغم من أنها كانت لا تزال عبارة عن حاسوب أنبوبي مفرغ). كان متوافقًا تمامًا مع UNIVAC الحالي أنا أقوم ببرمجة الكود والبيانات. يونيفاك أضفت أيضًا بعض التعليمات إلى UNIVAC مجموعة التعليمات الخاصة بي.
كان جهاز UNIVAC Solid State عبارة عن جهاز كمبيوتر عشري مكون من عنوانين، وذاكرة على أسطوانة دوارة تحتوي على 5000 كلمة مكونة من 10 أرقام، وكان يستهدف سوق الأعمال للأغراض العامة. وقد جاء في نسختين: Solid State 80 (بطاقات IBM-Hollerith ذات 80 عمودًا) وSolid State 90 (بطاقات Remington-Rand ذات 90 عمودًا). استخدم هذا الكمبيوتر المنطق المغناطيسي، وليس الترانزستورات، لأن الترانزستورات المتوفرة في ذلك الوقت كانت ذات خصائص متغيرة للغاية ولم تكن موثوقة بدرجة كافية. كانت بوابات المنطق المغناطيسية تعتمد على نوى مغناطيسية ذات لفات سلكية متعددة؛ وعلى عكس الأنابيب المفرغة، كانت عبارة عن أجهزة ذات حالة صلبة وكان لها عمر افتراضي لا نهائي تقريبًا. تتطلب البوابات المغناطيسية دفع نبضات التيار التي ينتجها أنبوب مفرغ من النوع المرسل، وهو من النوع الذي لا يزال يستخدم في مكبرات الصوت النهائية للراديو للهواة. وهكذا اعتمدت الحالة الصلبة، في جوهر عملياتها، على أنبوب مفرغ من الهواء، ومع ذلك، لم تكن هناك حاجة إلا إلى عدد قليل من الأنابيب، بدلاً من الآلاف، مما أدى إلى زيادة الموثوقية بشكل كبير.
بدأت شركة Sperry Rand في شحن UNIVAC III في عام 1962، وأنتجت 96 UNIVAC الأنظمة الثالثة. على عكس UNIVAC أنا و يونيفاك ثانيًا، كانت آلة ثنائية بالإضافة إلى الحفاظ على الدعم لجميع UNIVAC أنا و يونيفاك II تنسيقات البيانات العشرية والأبجدية الرقمية للتوافق مع الإصدارات السابقة. كانت هذه آخر آلات UNIVAC الأصلية.
كان جهاز UNIVAC 418 (المعروف أيضًا باسم 1219)، والذي شُحن لأول مرة في عام 1962، عبارة عن آلة ذاكرة أساسية مكونة من 18 بت. على مدى النماذج الثلاثة المختلفة، صُنع أكثر من 392 نظامًا.
كان UNIVAC 490 عبارة عن آلة ذاكرة أساسية للكلمات مكونة من 30 بت تحتوي على 16 ألف أو 32 ألف كلمة؛ 4.8 زمن دورة الميكروثانية. كانت UNIVAC 1232 نسخة عسكرية من 490.
يعتبر UNIVAC 492 مشابهًا لـ UNIVAC 490، ولكن مع ذاكرة ممتدة تصل إلى 64 كيلو بايت من الكلمات المكونة من 30 بت.
كان UNIVAC 494 عبارة عن آلة كلمات مكونة من 30 بت وخليفة لـ UNIVAC 490/492 مع وحدة معالجة مركزية أسرع وذاكرة أساسية تبلغ 131 كيلو بايت (لاحقًا 262 كيلو بايت). كان هناك ما يصل إلى 24 قناة إدخال/إخراج متاحة وكان النظام يُشحن عادةً مع وحدة تخزين أسطوانة مغناطيسية UNIVAC FH880 أو UNIVAC FH432 أو FH1782. كان نظام التشغيل الأساسي هو OMEGA (خليفة REX لـ 490) على الرغم من استخدام أنظمة تشغيل مخصصة أيضًا (على سبيل المثال CONTORTS لحجوزات شركات الطيران).
كان UNIVAC 1050 عبارة عن جهاز كمبيوتر مبرمج داخليًا يحتوي على ذاكرة أحرف مكونة من ستة بتات تصل إلى 32 كيلو بايت، وقُدم في عام 1963. كان جهازًا يحتوي على عنوان واحد وتعليمات مكونة من 30 بت، وكان به نظام تشغيل بدقة 4K وبُرمج بلغة التجميع PAL. أُستخدم 1050 على نطاق واسع من قبل نظام الإمداد التابع للقوات الجوية الأمريكية للتحكم في المخزون (نظام الإمداد الأساسي القياسي).
كان UNIVAC 1004 عبارة عن نظام معالجة بيانات مبرمج ببطاقة مثقبة، قُدم في عام 1962 بواسطة UNIVAC. بلغ إجمالي الذاكرة 961 حرفًا (6 بت لكل حرف) من الذاكرة الأساسية. كانت الأجهزة الطرفية عبارة عن قارئ بطاقات (400 بطاقة/دقيقة)، وآلة ثقب بطاقات (200 بطاقة/دقيقة) باستخدام بطاقات ذات 90 عمودًا وفتحة دائرية أو بطاقات متوافقة مع IBM و80 عمودًا، وطابعة أسطوانية (400 سطر/دقيقة) ومحرك شريط Unservo. كما دُعم 1004 كقارئ بطاقات وطابعة عن بعد عبر خدمات الاتصالات المتزامنة. خُصصت طائرة 1004 تابعة للبحرية الأمريكية (محطة الأسلحة، كونكورد) للطباعة من الشريط كوسيلة لتخفيف المهمة عن الحاسوب الرئيسي Solid State 80، الذي أنتج الأشرطة. كان هناك تصميم متاح للوحة "المحاكي" والتي من شأنها أن تسمح للوحة التوصيل 1004 بتشغيل البرامج المقروءة من مجموعات البطاقات. صُنعت اللوحة من قبل العملاء، وليس بواسطة UNIVAC. ومع ذلك، استخدم المحاكي بشكل مكثف مرحلات القصب المتفرعة من البرنامج 1004، والتي تسمى المحددات، والتي تسببت في زيادة الأعطال، والتي حُلت لاحقًا باستخدام المحددات الإلكترونية في المتابعة 1005.
شُحن UNIVAC 1005، وهي النسخة المحسنة من UNIVAC 1004، لأول مرة في فبراير 1966. وقد شهدت هذه الآلة استخدامًا واسع النطاق من قبل الجيش الأمريكي، بما في ذلك الاستخدام الأول لجهاز كمبيوتر إلكتروني في ساحة المعركة. كانت الأجهزة الطرفية الإضافية متاحة أيضًا بما في ذلك قارئ شريط ورقي وبطاقة قابلة للتحديد/القراءة/الثقب بثلاثة جيوب. كان الجهاز يحتوي على مُجمِّع من مرحلتين (SAAL – لغة تجميع العنوان الواحد) والذي كان المُجمِّع الأساسي؛ وكان لديه أيضًا مُجمِّع قائم على البطاقة من ثلاث مراحل للغة برمجة تُسمى SARGE. أُستخدم 1005s كبعض العقد على Autodin. في الواقع كان هناك نسختين من 1005. إصدار الأنظمة الفيدرالية (العسكرية) الموصوف أعلاه وإصدار الأنظمة التجارية للاستخدام المدني. على الرغم من أن الإصدارين يشتركان في الذاكرة والأجهزة الطرفية المشتركة، إلا أنهما كان لديهما مجموعتان مختلفتان تمامًا من التعليمات. كان إصدار الأنظمة التجارية يحتوي على مُجمِّع ثلاثي المراحل ومولد برامج.
سلسلة UNIVAC 1100/2200 عبارة عن سلسلة من أنظمة الكمبيوتر المتوافقة مع الترانزستور 36 بت والتي صُنعت في البداية بواسطة Sperry Rand. كان أول عضو حقيقي في السلسلة هو 1107، والمعروف أيضًا باسم كمبيوتر الأغشية الرقيقة نظرًا لاستخدامه للذاكرة ذات الأغشية الرقيقة لتخزين ذاكرة التحكم (128 سجلًا). كان تسليم جهاز 1107 متأخرًا، مما أثر على المبيعات؛ وكان جهاز 1108 التالي أكثر نجاحًا إلى حد كبير، وساعد في ترسيخ السلسلة كمنافسين قابلين للتطبيق لجهاز IBM System/360. تستمر شركة Unisys Corporation في دعم السلسلة حتى اليوم باعتبارها سلسلة ClearPath Forward Dorado.
قُدمت سلسلة UNIVAC 9000 (9200، 9300، 9400، 9700) في منتصف الستينيات للتنافس مع الطرف المنخفض من سلسلة IBM 360. نفذ كل من 9200 و9300، واللذان اختلفا في سرعة وحدة المعالجة المركزية وسعة الذاكرة القصوى (16 كيلوبايت للطراز 9200 الأصلي مقابل 32 كيلوبايت للإصدارات الأخرى)، نفس المجموعة الفرعية المعدلة المكونة من 16 بت من بنية 360 مثل الطراز 20، بينما نفذ UNIVAC 9400 مجموعة فرعية من مجموعة التعليمات الكاملة 360. لم يكن هذا انتهاكًا لبراءات اختراع IBM أو حقوق النشر؛ فقد حصل سبيري على الحق في "استنساخ" 360 كتسوية لدعوى قضائية تتعلق بانتهاك IBM لبراءات اختراع الذاكرة الأساسية لشركة Remington Rand. كان جهاز 9400 معادلاً تقريبًا لجهاز IBM 360/30. استخدمت سلسلة 9000 ذاكرة ذات سلك مطلي، والتي تعمل إلى حد ما مثل الذاكرة الأساسية ولكنها تستخدم قراءة غير مدمرة. وبما أن سلسلة 9000 كانت مخصصة للمنافسة المباشرة لشركة IBM، فقد استخدمت بطاقات ذات 80 عمودًا وترميز الأحرف EBCDIC. بدأت سعة الذاكرة عند 8 كيلوبايت بايت للتخزين الأساسي لنظام كون على دفعات. يمكن اختياريًا إضافة نظام فرعي لمحرك الأقراص، مع 8414 محرك أقراص سعة 5 ميجابايت بالإضافة إلى محركات الأشرطة، باستخدام Unservo VI.
سلسلة UNIVAC 90:
- عالية الأداء: (90/60، 90/70، 90/80): كانت أجهزة سلسلة 90 عالية الأداء خليفة لأجهزة UNIVAC 9000 عالية الأداء، ولكنها أضافت ذاكرة افتراضية وبالتالي كانت مماثلة أو معادلة لأجهزة الكمبيوتر المركزية IBM System/370 اللاحقة.
- منخفض المستوى: (90/30، 90/25، 90/40): بشكل منفصل عن السلسلة المتطورة، قدمت شركة Sperry Univac طراز Univac 90/30 في عام 1975 تقريبًا لتوفير مسار ترقية لمستخدمي 9x00 والتنافس مع نظام IBM 3. كان يستخدم نظام تشغيل الأقراص وكان به طابعة 300 أو 600 سطر في الدقيقة، وقارئ بطاقات، واختياريًا مثقب بطاقات، ووحدة تحكم (Uniscope 100)، ومحركات أقراص متصلة بها حزم أقراص قابلة للإزالة، والعديد من محركات الأشرطة 1600 أو 6250 بت في البوصة، ووحدة تحكم اتصالات اختيارية تدعم ما يصل إلى 16 محطة (لاحقًا 32). كان محرك الأقراص القياسي هو 8416 الذي كان يحمل حزمة أقراص قابلة للإزالة متعددة الطبقات تحتوي على ما يقرب من 29 مليون بايت. كان محرك الأقراص 8418 عبارة عن إصدار محسّن يدعم حزم الأقراص بحجم 29 ميجابايت وحزم الأقراص "ذات الكثافة المزدوجة" بحجم 58 ميجابايت. تعمل محركات الأقراص هذه على IDA (محول القرص المتكامل). وكان هناك أيضًا محرك أقراص 8430 اختياري بسعة 100 ميجابايت يعمل على قناة منفصلة لتحديد السرعة العالية. كانت محركات الأشرطة المتوفرة هي Unservo 10 (قناة Mux) وUnservo 14 (قناة Selector). كما مكّنت قناة التحديد الاختيارية من استخدام أجهزة أخرى عالية السرعة مثل الطابعة 0776 بسرعة 1200 لتر في الدقيقة أو الطابعة 0770 بسرعة 2000 لتر في الدقيقة. كان الجهاز يحتوي على شرائح ذاكرة 4K أو 16K، وكانت الأجهزة النموذجية تحتوي على ذاكرة تتراوح بين 128 و512 كيلوبايت. كان يعمل بنظام تشغيل يسمى OS/3، وكان قادرًا على تشغيل ما يصل إلى 7 وظائف في وقت واحد، دون احتساب ملحقات نظام التشغيل المختلفة مثل بكرة الطباعة والوصول إلى الاتصالات (ICAM). كان هذا مسار ترقية للمستخدمين الذين تجاوزوا متطلبات نظام IBM System/3. لقد شُغل Cobol-74، وRPG2، وFortran، وAssembler. نُفذت مجموعة التعليمات الخاصة بسلسلة 90/xx في التعليمات البرمجية الدقيقة وحُملت في وحدة تخزين التحكم كجزء من عملية التمهيد، قبل تحميل نظام التشغيل.

بعد فترة وجيزة من طرح 90/30، قدمت شركة Sperry Univac 90/25 الذي كان نفس الأجهزة الأساسية، ولكن كان لديه خيار لقارئ بطاقات أصغر حجمًا يحتوي على 80 عمودًا وكان أبطأ قليلاً. نفذ الجهاز 3 تعليمات ثم NOP (بدون عملية) لإبطائه، حيث كان كل مكون تقريبًا متطابقًا مع 90/30). في وقت لاحق تمت إضافة نموذج 90/40، مع تحسين الأداء من خلال معدل ساعة أسرع (وقت دورة 500 نانوثانية مقابل 600 نانوثانية)، والجلب المسبق للتعليمات التالية، وسعة ذاكرة رئيسية قصوى أكبر (1 ميجا بايت مقابل 512 كيلو بايت).
- سلسلة Sperry UNIVAC System 80 : أُستبدلت السلسلة 90/xx بالكامل في نهاية المطاف في عام 1981 بنظام 80، الطرازين 4 و6. قُدم نظام 80 الأكثر قوة (الطرازات 8 و10 و20) في عام 1984. كانت هذه الحواسيب المركزية التي تحمل شعار Sperry، والتي تشبه حواسيب IBM/360، قد طورت صُممت في الواقع بواسطة شركة ميتسوبيشي في اليابان. كان النظام 80 النهائي هو النموذج 7E، الذي أُصدر في عام 1990 بواسطة Unisys.

## أنظمة التشغيل
كان جهاز 1107 أول جهاز حاسوب 36 بت، موجه للكلمات، بهندسة معمارية قريبة من تلك التي عُرفت فيما بعد باسم " سلسلة 1100". كان يعمل بنظام التشغيل EXEC I أو EXEC II، وهو نظام تشغيل من الجيل الثاني موجه للدفعات، وهو نظام شائع في أوائل إلى منتصف الستينيات. شٌغل 1108 بنظام EXEC II أو EXEC 8. سمح EXEC 8 بالتعامل المتزامن مع تطبيقات الوقت الحقيقي، ومشاركة الوقت، والعمل الدفعي في الخلفية. تسمح حزمة واجهة المعاملات (TIP)، وهي بيئة معالجة المعاملات، بكتابة البرامج بلغة COBOL بينما كُتبت البرامج المماثلة على الأنظمة المنافسة بلغة التجميع. في الأنظمة اللاحقة، أُعيدت تسمية EXEC 8 إلى OS 1100 و OS 2200، مع الحفاظ على التوافق مع الإصدارات السابقة من الأنظمة الحديثة. شُغلت بعض أنظمة التشغيل الأكثر غرابة على 1108 – كان أحدها هو نظام التشغيل في الوقت الحقيقي (RTOS)، وهو نظام أكثر بساطة صُمم للاستفادة بشكل أفضل من الأجهزة.
كانت سلسلة System 80 من الحواسيب المركزية الصغيرة ذات الأسعار المعقولة تعمل بنظام التشغيل OS/3 الذي نشأ على Univac 90/30 (ولاحقًا 90/25 و90/40).
شُغلت سلسلة UNIVAC 90 لأول مرة بنظام التشغيل OS/9 الذي طورته Univac، والذي أُستبدل لاحقًا بنظام التشغيل الذاكرة الافتراضية (VMOS) من RCA. أطلقت شركة RCA في الأصل على نظام التشغيل هذا اسم Time Sharing Operating System (TSOS)، والذي يعمل على خط Spectra 70 من أنظمة الذاكرة الافتراضية من RCA، ثم غيرت اسمه إلى VMOS قبل استحواذ Sperry على RCA CSD. بعد نقل VMOS إلى 90/60، قامت Univac بإعادة تسميته إلى VS/9.

## العلامة التجارية
لقد كانت UNIVAC، على مر السنين، علامة تجارية مسجلة لـ:
- شركة إيكرت-ماوتشلي للكمبيوتر
- شركة ريمينجتون راند
- شركة سبيري
- شركة سبيري راند
- شركة يونيسيس

## قراءة إضافية
- Lukoff، Herman (1979). From dits to bits : a personal history of the electronic computer. Portland, Oregon.: Robotics Press. ISBN:978-0-89661-002-6.
- Stern، Nancy (1981). From ENIAC to UNIVAC: an appraisal of the Eckert-Mauchly computers. Bedford, Mass: Digital Equipment Corp. ISBN:0932376142.
- Lundstrom، David E. (1987). A few good men from Univac. Cambridge, Mass. : MIT Press. ISBN:978-0-262-12120-0. اطلع عليه بتاريخ 2024-05-12.
- Flamm، Kenneth (1988). Creating the Computer: Government, Industry, and High Technology. Washington, D.C.: Brookings Institution. ISBN:978-0-8157-2850-4. اطلع عليه بتاريخ 2024-05-23.
- Cortada، James W. (2000). Before the computer : IBM, NCR, Burroughs, and Remington Rand and the industry they created, 1865-1956. Princeton, N.J. : Princeton University Press. ISBN:978-0-691-05045-4.
- Norberg، Arthur L. (2005). Computers and commerce: a study of technology and management at Eckert-Mauchly Computer Company, Engineering Research Associates, and Remington Rand, 1946-1957. Cambridge, Mass: MIT Press. ISBN:9780262140904.
- Kaisler, Stephen H. (16 Nov 2021). The Univac Corporation: In from the Beginning (بالإنجليزية). Cambridge Scholars Publishing. ISBN:978-1-5275-7751-0.

## روابط خارجية
- مؤتمر UNIVAC للتاريخ الشفوي في 17-18 مايو 1990. معهد تشارلز باباج، جامعة مينيسوتا، مينيابوليس. نص مكون من 171 صفحة للتاريخ الشفوي مع رواد الكمبيوتر المشاركين في جهاز كمبيوتر يونيفاك، والذي عقد في الفترة من 17 إلى 18 مايو 1990. شارك في الاجتماع 25 مهندسًا ومبرمجًا وممثلًا للتسويق وبائعًا كانوا مشاركين في UNIVAC، بالإضافة إلى ممثلين من مستخدمين مثل شركة جنرال إلكتريك، وشركة آرثر أندرسن، وإدارة تعداد الولايات المتحدة.
- مقابلة تاريخية شفوية مع إسحاق ليفين أورباخ مقابلة تاريخية شفوية أجرتها نانسي ب. ستيرن، 10 أبريل/نيسان 1978. معهد تشارلز باباج، جامعة مينيسوتا، مينيابوليس. يروي أورباخ تجاربه في شركة التحكم الإلكتروني (التي أصبحت فيما بعد شركة إيكرت-ماوتشلي للكمبيوتر) خلال الفترة من 1947 إلى 1949. ويناقش مشروع الكمبيوتر BINAC لشركة نورثروب للطائرات، UNIVAC، فضلاً عن أدوار المكتب الوطني للمعايير، وشركة نورثروب للطائرات، ورايثيون، وريمينجتون راند، وإي بي إم.
- ذكريات يونيفاك ؛
- Unisys History Newsletter على موقع واي باك مشين (نسخة محفوظة October 2, 2017).
- نموذج الكمبيوتر الآلي العالمي الثاني
- معالج بطاقات UNIVAC 1004 80/90
- القضية 1107
- EXEC II – Unisys History Newsletter, Volume 1, Number 3 على موقع واي باك مشين (نسخة محفوظة August 9, 2017)
- الجدول الزمني لـ UNIVAC
- جهاز UNIVAC 9400 لا يزال يعمل في أحد متاحف الكمبيوتر الألمانية
- UNIVAC Simulator 1.2 – من تصميم بيتر زيلاهي إنجرمان؛ محاكي تجريبي لـ UNIVAC I وII
- صور وحدة تحكم UNIVAC I/II، وثائق تسويقية وفيديو فلاشي من عام ١٩٤٨ إلى عام ١٩٥٥ (مدونة Off The Broiler)
- إعلان تلفزيوني لشركة UNIVAC من أرشيف الإنترنت
- مجموعة الصور الفوتوغرافية لقسم UNIVAC التابع لشركة Sperry Corporation في متحف ومكتبة Hagley
- سجلات شركة سبيري راند، قسم يونيفاك في متحف ومكتبة هاجلي
- سجلات Sperry-UNIVAC في متحف ومكتبة هاجلي
- ريمينجتون راند تقدم فيديو يونيفاك